# Fi Centauri
Fi Centauri (φ Cen) – gwiazda położona w gwiazdozbiorze Centaura.  Oddalona jest o około 525 lat świetlnych od Słońca.

## Charakterystyka
Fi Centauri należy do typu widmowego B2, ma obserwowaną wielkość gwiazdową +3,8m. Gwiazda należy do asocjacji OB Skorpiona-Centaura, grupy podobnych gwiazd powstałych w zbliżonym czasie. Jest sklasyfikowana jako podolbrzym, ale najprawdopodobniej jest dopiero w połowie okresu syntezy wodoru w hel, trwającego 25 milionów lat dla gwiazd tego typu. Ma masę 9 razy większą od Słońca i wypromieniowuje 5100 razy więcej energii.
W odległości 1,7° na wschód znajduje się inna jasna gwiazda, Chi Centauri, która nie jest związana grawitacyjnie z Fi, ale prawdopodobnie narodziła się z nią w jednym obłoku molekularnym.